# Església Parroquial de Nossa Senhora da Alva
L'Església Parroquial de Nossa Senhora da Alva, també coneguda com a Església Parroquial d'Aljezur, és un monument de la vila d'Aljezur, a la regió de l'Algarve, a Portugal.

## Descripció
Aquest edifici es troba al centre d'Aljezur, confrontat amb el carrer de l'Església i la plaça Primer de Maig. El seu estil predominant és el neoclàssic.
L'església és dedicada a Nossa Senhora da Alva, una invocació mariana patrona d'Aljezur, relacionada amb una llegenda segons la qual el castell d'Aljezur hauria estat conquerit als àrabs a l'alba.
L'interior està organitzat com en una petita catedral, amb tres naus, transsepte i una capella major absidal, amb dues capelles colaterals de planta rectangular, que també contenen absis.(2) La coberta de la nau central està decorada amb una estrela, suportada per una corona circular de tons daurats, amb la inscripció Stella Matutina.(1) El retaule de l'altar major, amb talla daurada neoclàssica, fou elaborat pel mestre José da Costa, de Faro, i instal·lat entre 1808 i 1809, i s'assembla al de l'església de Sâo Luís, situada en aquella ciutat.(2) Conté un frontó triangular amb una imatge barroca de Nossa Senhora da Alva, esculpida en fusta pintada i daurada. Als costats té dues estàtues del segle xvii. Les capelles laterals contenen retaules dels segles XVII i XVIII.(4) A dins hi ha una pila baptismal d'estil manuelí.(4)
L'església està relacionada amb la Llegenda dels Sants Caps, segon la qual dues calaveres, col·locades en una caixa dins l'edifici, pertanyien a dos llauradors de la zona d'Aljezur, João Galego i el seu fill Pedro, que vivien durant el regnat de Manuel I, i que tenien el poder miraculós de guarir els malalts. Després de morts, les seues calaveres continuaven tenint poder curatiu, i és per això que durant molts anys l'església fou un lloc de romiatge per a malalts, especialment els que havien estat mossegats per gossos i altres animals, tenien problemes cardíacs, i dolors de cap i de dents.(5)

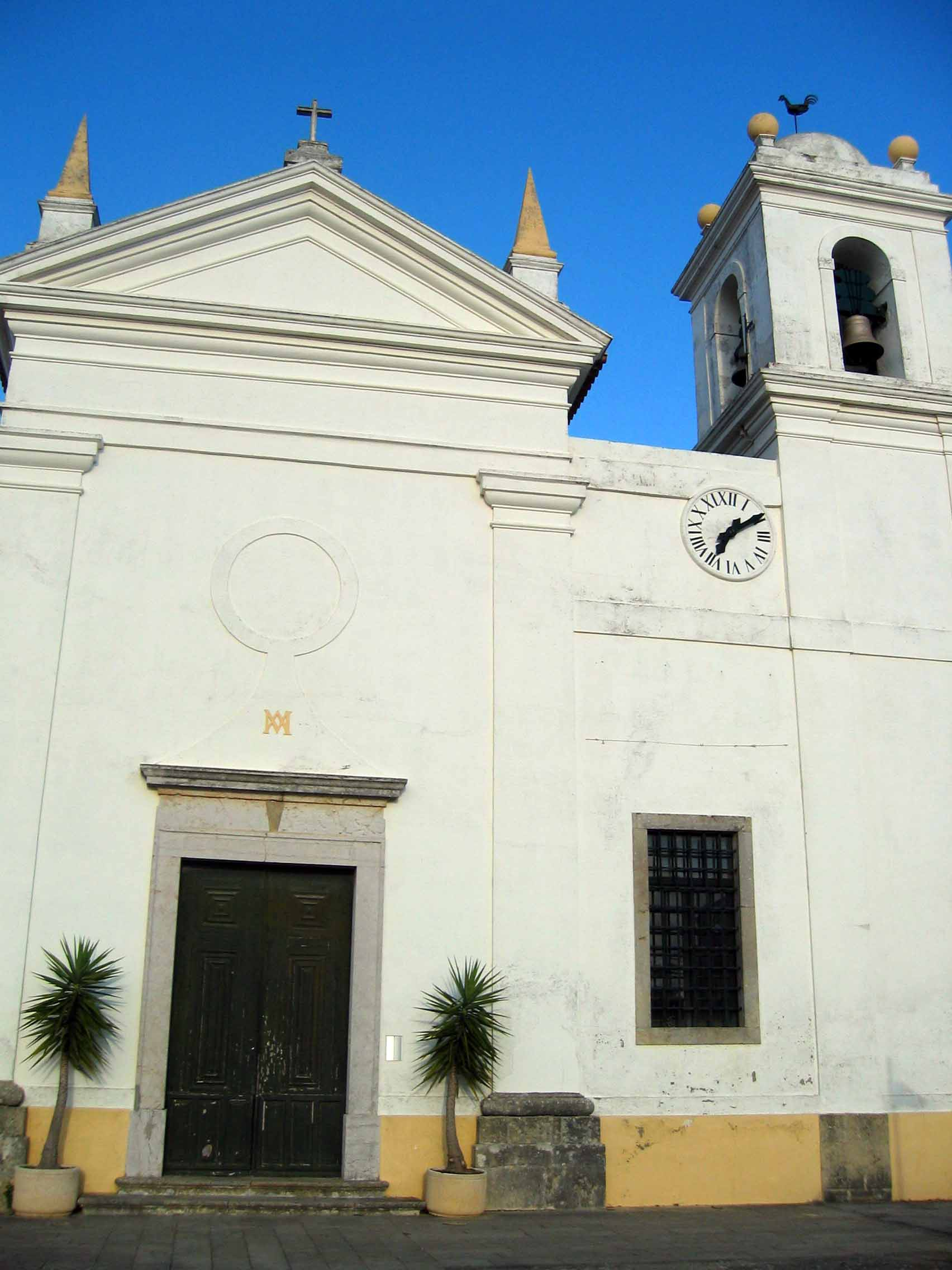
Entrada principal i campanar de l'església, el 2008

## Història

### Antecedents
L'indret on és l'església va ser ocupat des de la prehistòria, i s'hi han trobat restes del Neolític i Eneolític junt a la porta lateral i a la plaça Primer de Maig.

### Construcció
L'església la manà fer el bisbe de l'Algarve, Francisco Gomes do Avelar, que pretenia crear un nou nucli urbà en un lloc més pla i sa, doncs l'antiga vila havia estat gairebé totalment destruïda pel sisme de 1755.(5) Va triar-hi el Sítio da Barrada, considerat un punt airejat, segur i saludable.(3) El nou temple substituí l'antiga església parroquial del segle xiii, que quedà en ruïnes a causa del sisme.(1) La població, però, es va resistir a la ressituació del nucli d'Aljezur, i sols a finals del segle es començà a desenvolupar el nou poble, conegut com Igreja Nova.(5) La cerimònia de llançament de la primera pedra de l'edifici fou el 21 de setembre de 1795, per Gomes do Avelar, responsable també dels esborranys per als ciments de la futura església.(1) L'església la dissenyà l'arquitecte italià Francisco Xavier Fabri.(3) S'inaugurà a setembre de 1809.(3) S'hi preservaren talles originaris d'altres temples d'Aljezur que havien sigut destruïts pel sisme de 1755, com una de Sâo Sebastião, que vingué de l'ermita del mateix nom; de Santa Luzia, que formava part de l'antiga església parroquial, i de Santo António, de l'església de Santo António.(3)

### Segles XX i XXI
El 9 de juliol de 1943 hi hagué una batalla aèria prop d'Aljezur, durant la qual fou abatut un avió alemany, i en moriren set tripulants. Les cerimònies fúnebres se'n feren a l'església parroquial, amb presència d'autoritats portugueses i alemanyes, i després foren sepultats al cementeri municipal.(8) Durant la segona meitat de la dècada del 1960, l'església fou reformada.(3) Fou molt danyada pel sisme de 1969, i s'hagué de reconstruir i modificar les voltes de les naus laterals, part del campanar, i reforçar les columnes entre les tres naus.(3) 
El 2003, la Diocese de Faro fa inventari del patrimoni de l'església, que constava de noranta-una peces, incloent-hi escultures, pintures, orfebreria, parament i mobiliari. (3) Aquest inventari és molt inferior al del 1764, que contava amb prop de tres-centes quinze peces.(3) 

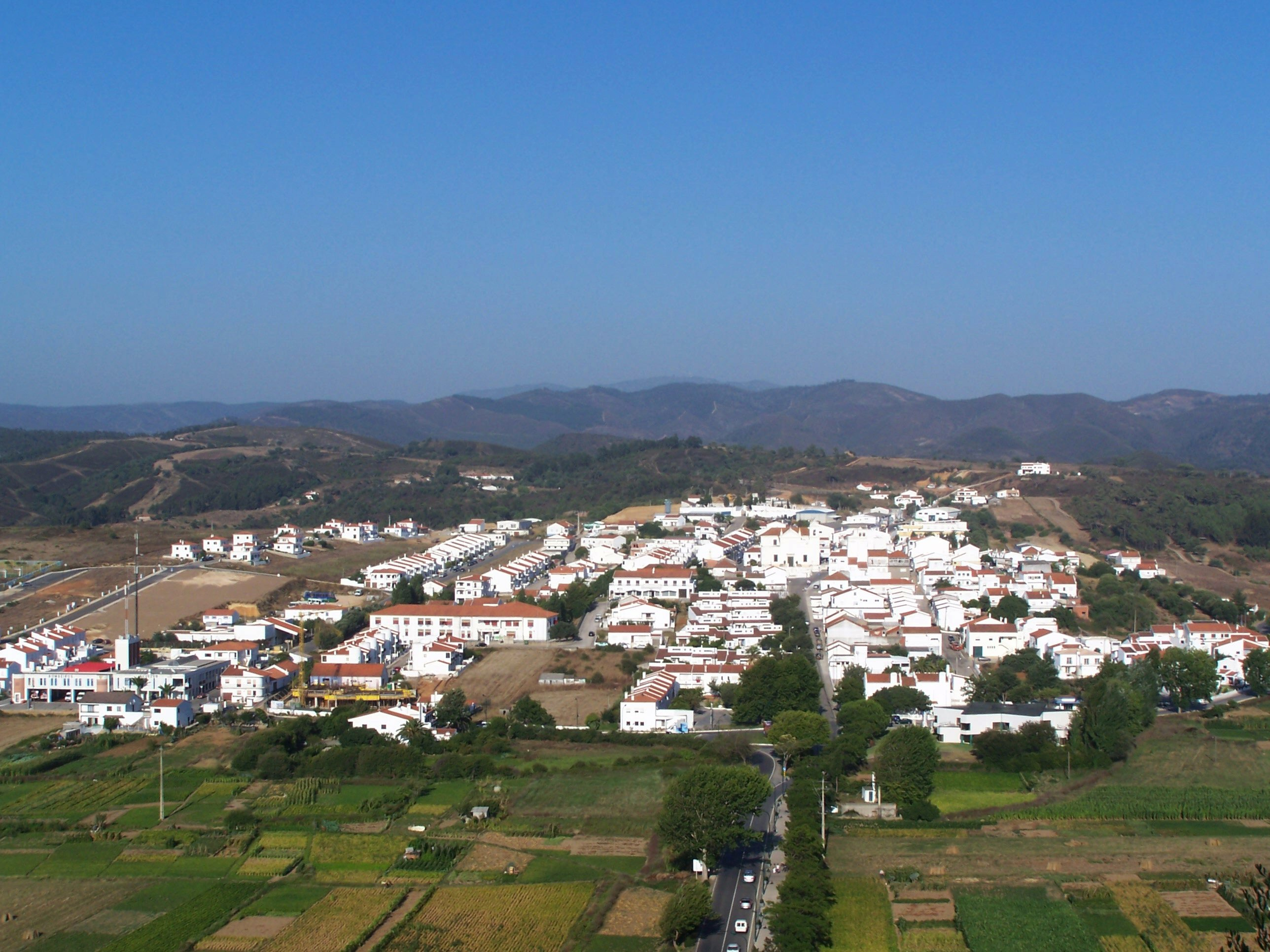
Vista del nou nucli urbà d'Aljezur, centrat en l'església parroquial de Senhora da Alva